# Ибрагимов, Бохадыр Ходжиевич
Баходир Ходжиевич Ибрагимов (узб. Bahodir Xojiyevich Ibragimov; 20 ноября, 1945, Узбекская ССР, СССР — 21 августа, 2013, Ташкент, Узбекистан) — советский и узбекский футболист и тренер.

## Биография и карьера

### Карьера в качестве игрока
Футбольную карьеру начал в 1963 году, в ташкентском «Пахтакоре», где провёл 10 сезонов. За это время он оставил заметный след в истории клуба, играл с такими лидерами атак ташкентцев, как Геннадий Красницкий и Берадор Абдураимов. Свою карьеру в качестве футболиста, завершил в 1973 году, в составе команды «Андижанец».

### Карьера в качестве тренера
Баходир Ибрагимов начал тренерскую карьеру в 1973 году, в термезском «Автомобилисте». Окончил высшую школу тренеров в Москве. После этого тренировал ферганский «Нефтяник» и самаркандское «Динамо».
В 1984 году стал директором детско-юношеской школы «Пахтакора», где работал до 1986 года. В 1986—1991 годах уехал на Ближний Восток, где работал тренером в таких странах как Сирия, Саудовская Аравия и ОАЭ.
В 1993 году вернулся в родной «Пахтакор», став главным тренером клуба. Под его руководством ташкентцы стали вторыми в чемпионате и выиграли Кубок Узбекистана.
В 1996 году был назначен главным тренером национальной сборной Узбекистана. Под его руководством команда с трудом преодолела отборочный раунд Кубка Азии 1996, а также крайне неудачно выступила в финальном раунде Кубка Азии 1996. После этого Ибрагимов был снят с должности главного тренера сборной Узбекистана.

## Достижения
- Серебряный призёр чемпионата Узбекистана: 1993
- Обладатель Кубка Узбекистана: 1993